# Athos Panciroli
Athos Panciroli (Reggio nell'Emilia, 27 maggio 1919 – Reggio nell'Emilia, 17 marzo 1987) è stato un calciatore italiano, di ruolo centrocampista.

## Carriera
Quasi tutta la carriera da calciatore si è svolta nella Reggiana; infatti con 307 presenze (di cui 201 in Serie B) è il leader tutti i tempi dei granata. Le dodici stagioni con la Reggiana sono state intervallate solo da un anno in Serie C nel Trancerie Mossina.

## Palmarès

### Club

#### Competizioni nazionali
- Serie C: 1

Reggiana: 1939-1940 (girone B)